# Dora Bryan
Dora May Broadbent OIB, também conhecida como Dora Bryan (7 de fevereiro de 1923 – 23 de julho de 2014) foi uma atriz inglesa de televisão, teatro e cinema.

## Filmografia selecionada
- The Fallen Idol (1948)
- Once Upon a Dream (1949)
- The Perfect Woman (1949)
- The Interrupted Journey (1949)
- Something in the City (1950)
- The Blue Lamp (1950)
- Circle of Danger (1951)
- High Treason (1951)
- Scarlet Thread (1951)